# 花田口停留場
花田口停留場（はなたぐちていりゅうじょう）は、大阪府堺市堺区にある阪堺電気軌道阪堺線の停留所。駅番号はHN21。
大阪府道12号堺大和高田線（堺大和路線）との交差点付近に位置する。

## 歴史
当初は現在地より一筋南、旧長尾街道との交差点に位置していた。駅名は、この道が花田（現在の北区北花田町・南花田町）へ出ることから、堺市街地において「花田口筋」と呼ばれていたことに由来する。なお、現在の堺大和路線にあたる道は、元来堺奉行所（堺市役所前所在地）に突き当たる道で、戦後に貫通・拡幅された際、駅も移転となった。
また、駅開業から11年後の1922年（大正11年）、土居川（現在は埋立。阪神高速15号堺線）以東の旧長尾街道沿いが市街化され「花田口町」となった（現在の堺区北花田口町・南花田口町）。このため、単に花田口と言った場合、当駅付近ではなくこちらを指すことが多い。

### 年表
- 1911年（明治44年）12月1日：開業。
- 1915年（大正4年）6月21日：南海鉄道との合併により、同鉄道の駅となる。
- 1944年（昭和19年）6月1日：会社合併により近畿日本鉄道の駅となる。
- 1947年（昭和22年）6月1日：路線譲渡により南海電気鉄道の駅となる。
- 1980年（昭和55年）12月1日：路線譲渡により阪堺電気軌道の駅となる[1]。

## 停留場構造
大道筋中央部に立地。単式ホームが交差点を挟んで互い違いに配置（千鳥式配置）されている。浜寺駅前方面のりばが車之町東1丁に、恵美須町方面のりばが櫛屋町東1丁に位置する。

## 停留場周辺

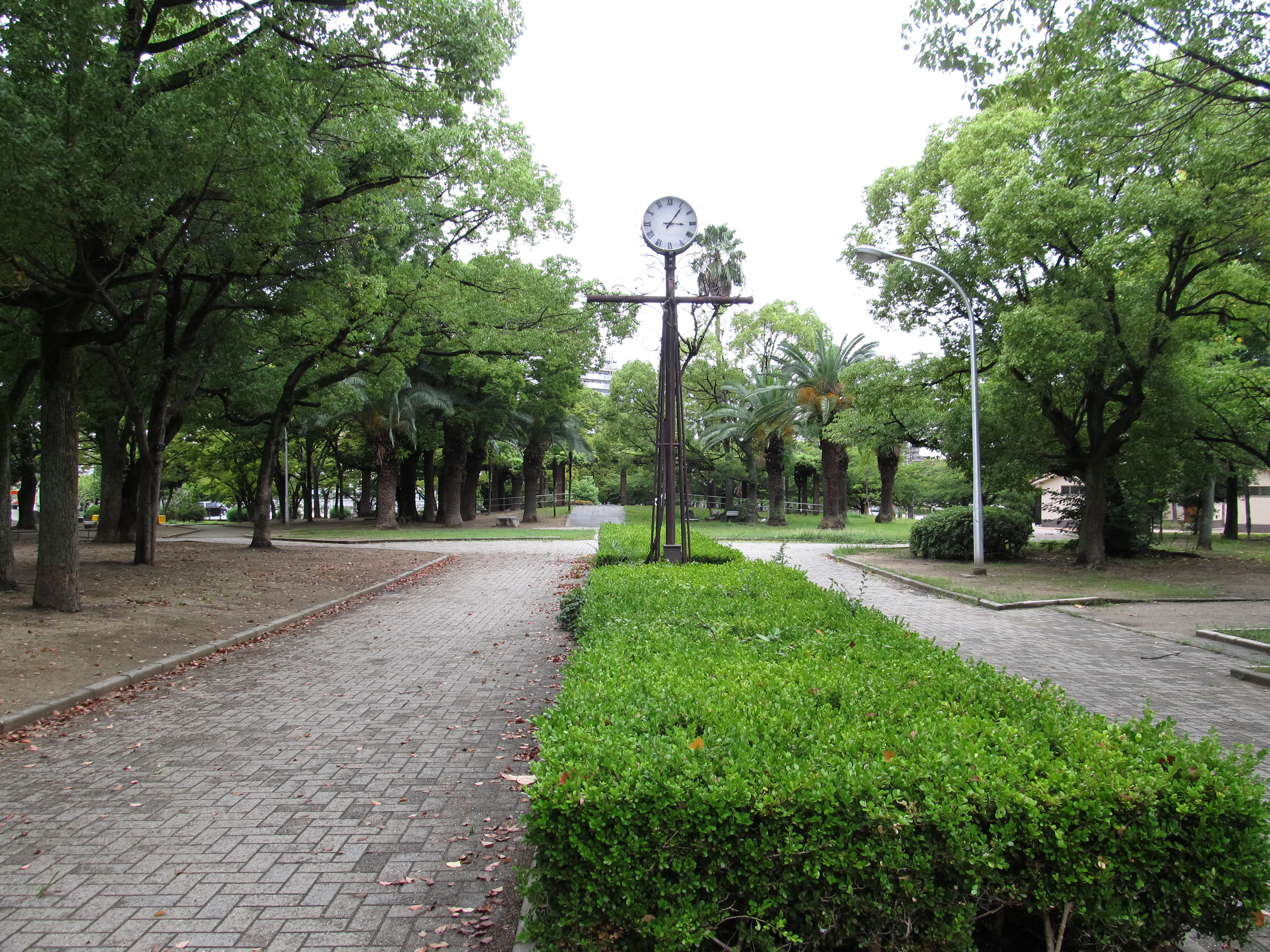
ザビエル公園（戎公園）

- ザビエル公園（戎公園）
- タマノイ酢本社
- むか新堺本館
- 大阪府立泉陽高等学校
- 堺市立殿馬場中学校
- 堺市立月州中学校

## 隣の停留場
阪堺電気軌道
■阪堺線
妙国寺前停留場 (HN20) - 花田口停留場 (HN21) - 大小路停留場 (HN22)
- （）内は駅番号を示す。